# Henrik Park
Henrik Park, född 22 februari 1918 i Köpenhamn, död 24 maj 1975, var en dansk bokkonstnär.
Han var son till advokaten Aage Køhlert Park och Helga Elisabeth Zeuner och från 1951 gift med Inger Hede. Park kom i lära för bokbindaren Anker Kyster och studerade vid Fagskolen for Boghaandværk och Teknisk Skole i Köpenhamn där han erhöll sin gesällexamen 1939. Därefter drev han tillsammans med en bokkonstnär en verkstad- och ateljé i Köpenhamn. Han knöts 1953 till Esselte i Stockholm där han första tiden utformade affischer bland annat den stora affisch som välkomnade drottning Elisabeth till Sverige. Han blev kort därefter konstnärlig ledare vid Esselte. Han lämnade Sverige 1959 och bosatte sig i Sydfrankrike där han arbetade som freelance. Tillsammans med Volmer Nordlund ställde han ut på Röhsska konstslöjdmuseet i Göteborg 1847 och tillsammans med Axel Salto på Nationalmuseum i Stockholm 1952. Han medverkade i ett stort antal internationella utställningar av konsthantverkskaraktär och tilldelades bland annat ett hedersdiplom vid Triennalen i Milano 1954. Parks arbeten finns representerade vid bland annat  Kunstindustrimuseet i Köpenhamn och Nationalmuseum.